# Springzadel

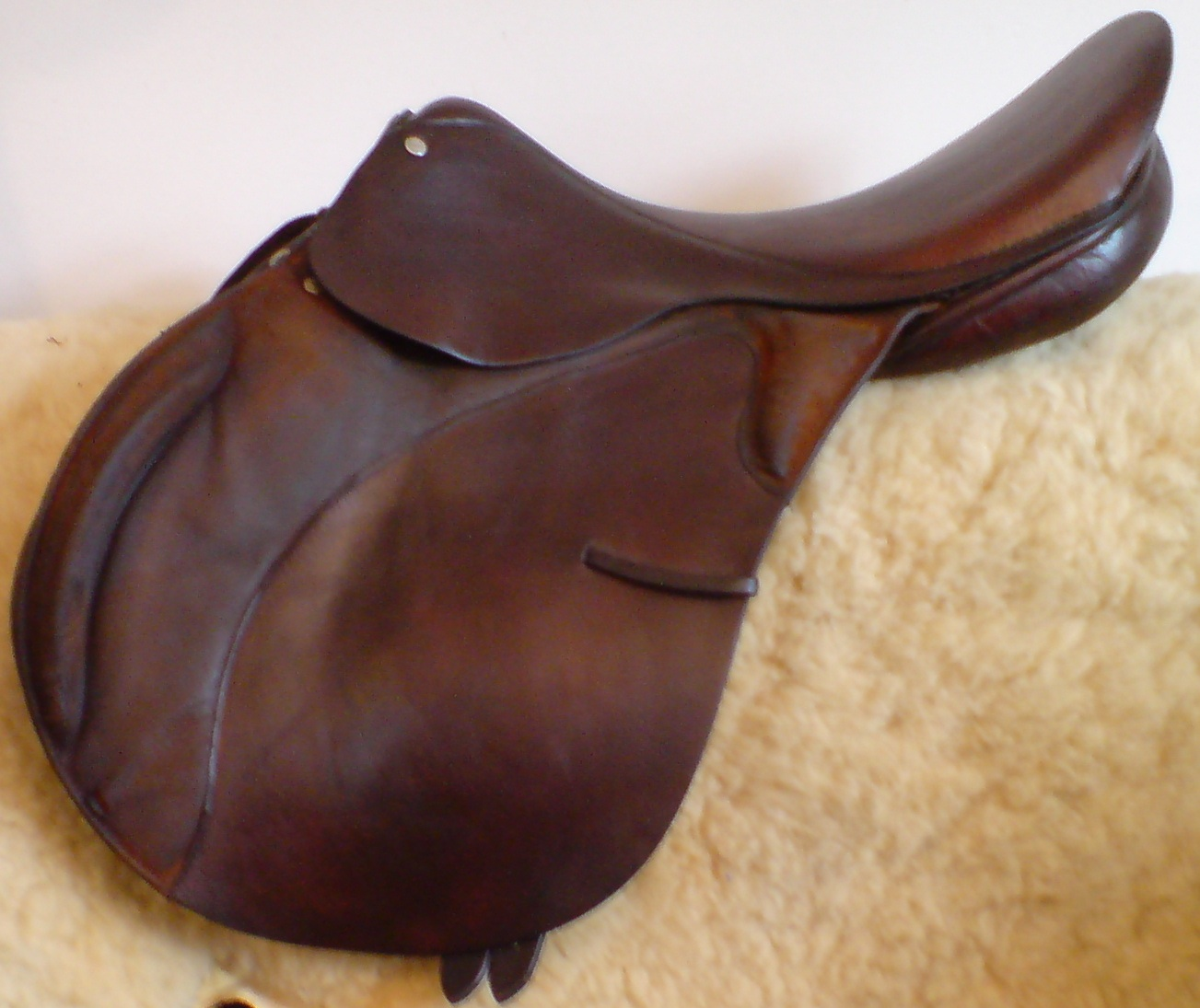
Een springzadel

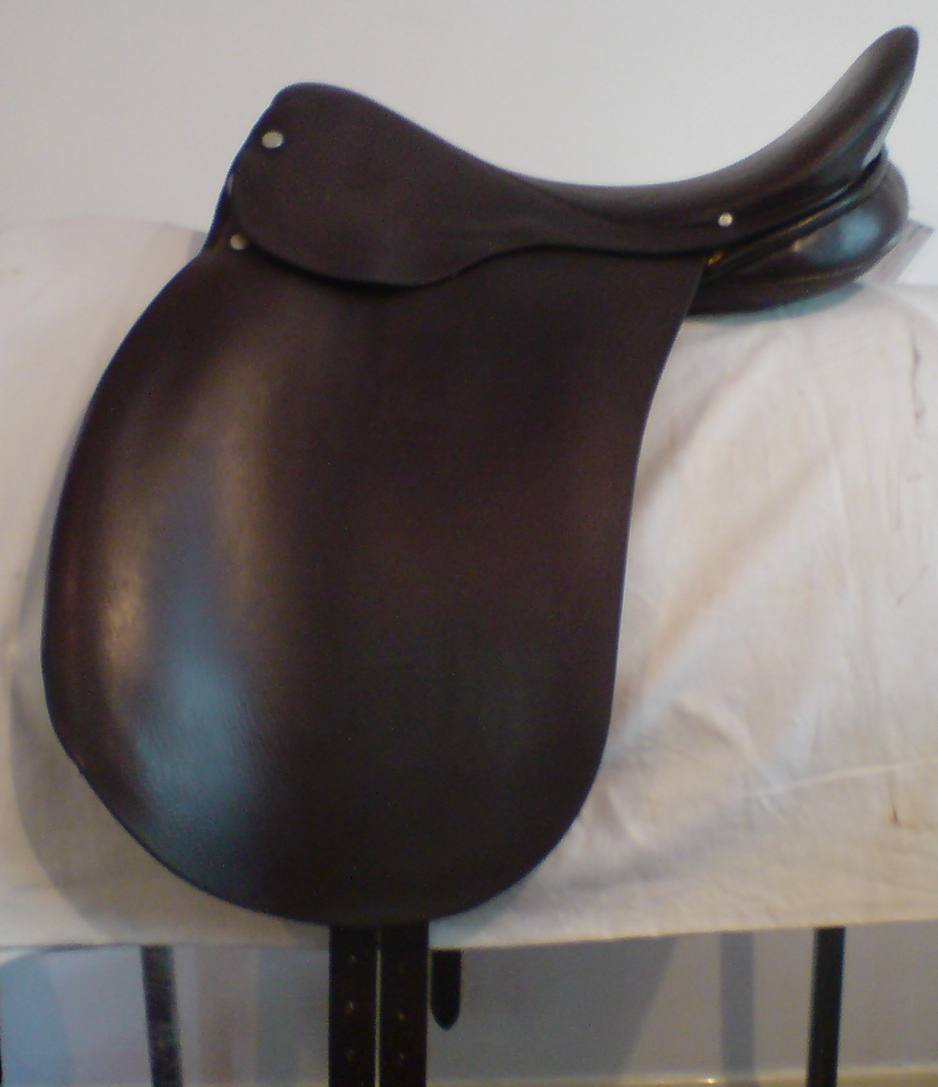
Een dressuurzadel

Een springzadel is een zadel speciaal gemaakt om mee te springen.
Bij een dressuurzadel zijn de zweetbladen recht naar beneden gericht, terwijl ze bij een springzadel een stukje naar voren staan zodat de ruiter zijn knieën goed tegen het zadel aan kan drukken als het paard springt. Voor het springen worden de beugelriemen enkele gaten korter ingesteld dan voor dressuur zodat de ruiter hoger uit het zadel kan opkomen tijdens de sprong om de paardenrug te ontlasten.